# Variable Data Printing
Der variable Datendruck (Variable-data printing, VDP) ist eine Form des Digitaldrucks, in der Elemente (Text, Bild, Grafik) der Druckwerke individuell geändert werden.
Zum Einsatz kommt VDP vor allem im Cross-Media-Publishing, wenn Marketing-Kampagnen neben dem klassischen Druck auch modernen Medien einbinden. So kann beispielsweise eine Postkarte den Namen des Empfängers auch im Fließtext verwenden und darüber hinaus namens-abhängige Foto-Mutationen aufweisen, um die Aufmerksamkeit zu erhöhen.